# Marc Melillas i Esquirol
Marc Melillas i Esquirol (Caracas, 1963) és un periodista català, director general de Mitjans de Comunicació de la Generalitat de Catalunya des de setembre de 2024.

## Trajectòria
Llicenciat en Ciències de la Informació (1989) i Màster en Gestió Pública (2010) per la UAB, compta amb més de 30 anys d’experiència en el sector audiovisual. La seva trajectòria està estretament vinculada a la Xarxa Audiovisual Local. Va participar en la seva creació el 1999, i des d’aleshores hi ha exercit diverses responsabilitats, fins a assumir-ne la direcció general en el període 2007-2012. Des de febrer de 2023, n’ocupa el càrrec de conseller delegat.
Abans de 1999, va dirigir diversos mitjans locals com Ràdio Argentona (1989-1990), Canal 51, Televisió de Badalona (1991-1997) i TV Clot Sant Martí (1998-1999). A més, va col·laborar amb altres mitjans de proximitat com Televisió de Mataró, Crònica de Mataró i Cadena 13.
Ha contribuït al desenvolupament de models de col·laboració i cooperació entre mitjans audiovisuals, impulsant espais  com el Mercat Audiovisual de Catalunya (MAC) i el fòrum Infolocal. També ha participat activament en la transició de la televisió analògica a la TDT, ha fomentat la creació de plataformes digitals d’intercanvi de continguts audiovisuals en xarxa i ha potenciat l’ús de tecnologies 4G i 5G per a les transmissions d'esdeveniments en directe i el periodisme mòbil. El 2023, va impulsar la posada en marxa de la plataforma OTT La Xarxa+, que va facilitar l’adaptació dels mitjans locals als nous hàbits de consum digital.